# RBD
RBD – meksykański zespół muzyczny wykonujący muzykę latino, pop-rock i pop, działający w latach 2004–2009. Pierwotnie w jego skład wchodzili: Anahí, Dulce María, Maite Perroni, Alfonso „Poncho” Herrera, Christian Chávez i Christopher von Uckermann. Zespół został reaktywowany w 2020 roku, a w 2023, w pięcioosobowym składzie (bez Herrery), wyruszył w czteromiesięczną trasę koncertową Soy Rebelde Tour 2023 po Ameryce Północnej i Łacińskiej.
Zespół został utworzony na potrzeby meksykańskiej telenoweli Zbuntowani (hiszp. Rebelde), produkowanej przez Televisę. Członkowie grupy odgrywali w tym serialu główne role. Pomysłodawcą utworzenia zespołu był reżyser serialu Pedro Damián. RBD osiągnął sukces na rynku muzycznym. Zespół wydał dziewięć albumów studyjnych i sześć koncertowych w trzech językach: hiszpańskim, angielskim oraz portugalskim. Łącznie sprzedano ponad 15 milionów płyt. Ponadto grupa odbyła pięć tras koncertowych i otrzymała szereg nagród (m.in. Billboard Latin Music Awards), a także dwukrotnie była nominowana do Latin Grammy Awards (2006, 2008).
30 października 2020 roku członkowie zespołu ogłosili jego reaktywację. Cztery osoby z oryginalnego składu — Anahí, Maite Perroni, Christian Chávez oraz Christopher von Uckermann — wróciły na scenę. W grudniu tego samego roku odnowione wersje albumów zespołu RBD zostały udostępnione na platformach streamingowych.  

## Skład zespołu
- Anahí Portilla
- Dulce María
- Maite Perroni
- Alfonso „Poncho” Herrera
- Christopher von Uckermann
- Christian Chávez

## Historia

### 2004–2006:Rebelde,Nuestro Amori trasa koncertowaTour Generación
W latach 2004–2006 transmitowano młodzieżową telenowelę Zbuntowani, produkcji Televisy, w której sześcioro głównych bohaterów próbowało połączyć pasję do muzyki z perypetiami życia licealnego. W główne role wcielili się: Anahí, Dulce Marią, Maite Perroni, Christopher von Uckermann, Christian Chávez i Alfonso „Poncho” Herrera. To na potrzeby tego serialu reżyser telenoweli, Pedro Damián, utworzył zespół RBD. Jednakże sukces pierwszej płyty „Rebelde” (będącej jednocześnie soundtrackiem telenoweli) spowodował, że RBD zaczęło funkcjonować niezależnie od serialu, a jego członkowie występowali pod prawdziwymi nazwiskami. Pierwszy album promowały trzy single „Rebelde”, „Solo Quédate en Silencio” i „Sálvame”. 19 lipca 2005 roku zespół wydał album koncertowy Tour Generación RBD En Vivo.
Płyty zespołu RBD zostały wydane we Francji, Rumunii oraz Hiszpanii, gdzie album „Nuestro Amor” uzyskał status platynowej płyty. Zespół sprzedał na całym świecie około 20 milionów płyt. Jako jeden z pierwszych meksykańskich zespołów, RBD dotarł ze swoją muzyką do Europy, Azji, Afryki oraz obu Ameryk.
Tour Generación RBD to pierwsza ogólnokrajowa trasa zespołu RBD, na którą bilety zostały sprzedane w ciągu 35 dni. Zespół odwiedził Monterrey, gdzie zgromadziło się 50 tys. fanów. Prezentację na żywo oglądało ponad 700 tys. fanów z Meksyku.
Tour Generación RBD została zakwalifikowana przez OCESA jako czwarta, najlepiej sprzedająca się trasa w Meksyku, tuż za The Cure, Britney Spears oraz Backstreet Boys.
Wkrótce rozpoczęła się zagraniczna część trasy. RBD odwiedził w październiku 2005 roku Kolumbię, gdzie zgromadziło się ponad 100 tys. fanów i podobna ilość uczestników w listopadzie 2005 w Wenezueli.
Piosenka RBD „A Rabiar” stała się czołówką trzeciej edycji meksykańskiego Big Brothera.
Tour Generación 2006 była drugą trasą koncertową zespołu RBD. Rozpoczęła się w marcu 2006 roku w USA, akustycznym koncertem w Los Angeles Memorial Coliseum, gdzie zgromadziło się ponad 63 tys. fanów. Koncert był nagrywany, a następnie wydany na DVD i CD pod nazwą Live in Hollywood.
W ramach trasy zespół odwiedził stany: Kalifornia, Teksas, Waszyngton, Nevada, Illinois, Georgia, Floryda, Utah, Kolorado, Nowy Jork, Michigan, Karolina Północna, Arizona, Oregon, a także kraje: Kolumbia, Dominikana i Portoryko. Sprzedaż 374 tysięcy biletów przyniosła dochód w wysokości 18 200 000 dolarów. Trasa została sklasyfikowana na 15. miejscu w rankingu najlepiej sprzedających się tras koncertowych w Stanach Zjednoczonych.

### 2006–2007:Celestial
Podczas Tour Celestial 2007 zespół odwiedził kilka krajów Ameryki Łacińskiej (Brazylię, Meksyk, Gwatemalę, Panamę, Ekwador) oraz Europy (m.in. Hiszpanię, Rumunię). W Madrycie nagrał płytę DVD nazwaną Hecho en España. W ramach Celestial World Tour 2007 zespół występował od kwietnia do października 2007.

### 2007–2008:Empezar Desde Ceroi pożegnalna trasa koncertowa
W lutym 2007 wydane zostało DVD będące zapisem koncertów zespołu w Brazylii podczas Tour Generación w 2006 roku – Live in Rio.
W marcu 2007 miała miejsce premiera sitcomu RBD: La familia, gdzie główne role, podobnie jak w Zbuntowanych, grają członkowie zespołu. Serial zawierał 13 odcinków.
28 maja 2007 roku RBD został gościnnie zaproszony na wybory Miss Universe odbywające się w Meksyku, gdzie zaśpiewali 3 piosenki: Wanna Play, Carino Mio oraz Money Money. W lipcu 2007 roku telewizja Ritmoson Latino zaproponowała RBD występ w akustycznym koncercie „Confesiones en Concierto” (pl. Wyznania na koncercie).
W 2007 r. wydali kolejne DVD z zarejestrowanym koncertem w Madrycie podczas Celestial World Tour. DVD z koncertu sprzedało się w liczbie 200 tys. kopii, a koncert został nagrany z udziałem 40 tys. fanów.
W lutym 2008 rozpoczęła się trasa Empezar desde cero tour przeznaczona dla Ameryki, Europy i Azji. Pierwszym odwiedzonym krajem były Stany Zjednoczone, gdzie odbyło się ponad 15 koncertów, następnie zespół kontynuował tournée w Ameryce Łacińskiej, gdzie nagrał swoje DVD Live in Brasilia z udziałem ponad 500 tys. osób. Ostatnim celem była Europa.
W kalendarzu trasy Tour del Adiós znalazły się takie kraje jak: Meksyk, Brazylia, Boliwia, Chile, Ekwador, Stany Zjednoczone (z ponad 15 koncertami w tym kraju), Argentyna, Paragwaj, Peru, Honduras, Salwador, Wenezuela, Gwatemala, Belize, Portoryko, Dominikana, Hiszpania, Serbia, Rumunia, Słowenia, Polska i Bułgaria, jednak nie we wszystkich z tych krajów zespół wystąpił. 15 sierpnia 2008 roku grupa ogłosiła separację, a nazwa trasy została zmieniona na Tour del Adiós. Trasa rozpoczęła się 21 sierpnia 2008 roku w Madrycie, a każdy kraj pożegnał zespół, przy czym dla niektórych państw był to pierwszy i ostatni koncert RBD. Ostatni koncert odbył się 21 grudnia 2008 roku w Madrycie i został nazwany „Ich ostatnie pożegnanie”. Z powodu zmiany planu tournée, zespół nie odbył pożegnalnego koncertu w Meksyku.

### 2020: powrót RBD
23 grudnia 2019 roku sześcioro byłych członków RBD opublikowało na swoich profilach w serwisach społecznościowych wspólne zdjęcia ze spotkania. Jak się potem okazało, inicjatorem spotkania po ponad 10 latach od rozpadu zespołu był Alfonso Herrera.
W sierpniu 2020 roku ogłoszono, że twórczość RBD pojawi się w serwisie streamingowym Spotify. Nastąpiło to 3 września 2020 roku, 16 lat od debiutu RBD i już pierwszego dnia, w ciągu dokładnie 24h, playlista „This is RBD” z hitami zespołu została odtworzona 175 tysięcy razy, co pobiło dotychczasowy rekord odtworzeń playlisty z ówcześnie aktualnymi hitami koreańskiego zespołu BTS (125 tys. w 24h). 30 września 2020 roku potwierdzono, że czworo z sześciu dotychczasowych członków RBD, w tym Uckermann, powróci jako RBD podczas wirtualnego koncertu Ser o Parecer: The Global Virtual. W międzyczasie reaktywowano profil RBD w serwisie YouTube i umieszczono twórczość zespołu na innych platformy streamingowe. 17 listopada Uckermann, Maite Perroni, Anahí i Christian Chavez wydali pierwszy po 12 latach przerwy singiel RBD o nazwie „Siempre He Estado Aquí” (pol. Zawsze tutaj byłem).
26 grudnia 2020 roku, 12 lat po ostatnim koncercie w grudniu 2008 roku, Uckermann, Perroni, Chavez i Anahi wystąpili podczas prawie dwugodzinnego wirtualnego koncertu, wykonując nowy singiel oraz największe hity zespołu. W kwietniu 2021 roku RBD zdobyło statuetkę Latin American Music Awards 2021 w kategorii „Ulubiony wirtualny koncert”.

## Dyskografia
Albumy studyjne
- 2004: Rebelde
- 2005: Nuestro Amor
- 2006: Celestial
- 2006: Rebels
- 2007: Empezar Desde Cero
- 2009: Para Olvidarte de Mí

## Nagrody i nominacje
| Nagroda                      | Rok  | Kategoria                                                              | Nominacja za                                  | Wynik     |
| ---------------------------- | ---- | ---------------------------------------------------------------------- | --------------------------------------------- | --------- |
| ASCAP Latin Awards           | 2006 | Najlepsza piosenka pop/ballada                                         | „Solo Quédate en Silencio”                    | Wygrana   |
| ASCAP Latin Awards           | 2008 | Najlepsza piosenka pop/ballada                                         | „Ser o Parecer”                               | Wygrana   |
| ASCAP Latin Awards           | 2009 | Najlepsza piosenka pop/ballada                                         | „Inalcanzable”                                | Wygrana   |
| Billboard Latin Music Awards | 2006 | Album latino pop duetu lub zespołu                                     | Rebelde                                       | Wygrana   |
| Billboard Latin Music Awards | 2006 | Album latino pop duetu lub zespołu                                     | Tour Generación RBD En Vivo                   | Nominacja |
| Billboard Latin Music Awards | 2006 | Album latino pop duetu lub zespołu                                     | Nuestro Amor                                  | Nominacja |
| Billboard Latin Music Awards | 2006 | Album latino pop nowego artysty                                        | Rebelde                                       | Wygrana   |
| Billboard Latin Music Awards | 2006 | Album latino pop nowego artysty                                        | Nuestro Amor                                  | Nominacja |
| Billboard Latin Music Awards | 2006 | Top latynoski artysta roku                                             | RBD                                           | Nominacja |
| Billboard Latin Music Awards | 2006 | Piosenka roku latin pop airplay duetu lub zespołu                      | „Solo Quédate en Silencio”                    | Nominacja |
| Billboard Latin Music Awards | 2006 | Piosenka roku latin pop airplay nowego artysty                         | „Solo Quédate en Silencio”                    | Nominacja |
| Billboard Latin Music Awards | 2006 | Latynoski dzwonek roku                                                 | „Solo Quédate en Silencio”                    | Nominacja |
| Billboard Latin Music Awards | 2007 | Album latino pop duetu lub zespołu                                     | Live in Hollywood                             | Nominacja |
| Billboard Latin Music Awards | 2007 | Album latino pop duetu lub zespołu                                     | Celestial                                     | Wygrana   |
| Billboard Latin Music Awards | 2007 | Top latynoski artysta roku                                             | RBD                                           | Wygrana   |
| Billboard Latin Music Awards | 2007 | Latynoska trasa koncertowa roku                                        | Tour Generación RBD En Vivo                   | Wygrana   |
| Billboard Latin Music Awards | 2008 | Album latino pop duetu lub zespołu                                     | Empezar Desde Cero                            | Nominacja |
| Billboard Latin Music Awards | 2008 | Latynoska trasa koncertowa roku                                        | Celestial World Tour                          | Nominacja |
| Billboard Latin Music Awards | 2008 | Najlepsi na świecie (oryg. Premio Tu Mundo)                            | RBD                                           | Wygrana   |
| Billboard Latin Music Awards | 2009 | Latynoska trasa koncertowa roku                                        | Gira del Adiós World Tour                     | Wygrana   |
| Brazil Music Awards          | 2006 | Najlepszy duet lub zespół                                              | RBD                                           | Wygrana   |
| Capricho Awards              | 2007 | Najlepszy zespół międzynarodowy (oryg. Melhor Banda Internacional)     | RBD                                           | Nominacja |
| Capricho Awards              | 2008 | Najlepszy zespół międzynarodowy (oryg. Melhor Banda Internacional)     | RBD                                           | Nominacja |
| Capricho Awards              | 2008 | Najlepszy show (oryg. Melhor Show)                                     | Empezar Desde Cero World Tour                 | Nominacja |
| Capricho Awards              | 2008 | Najlepsza piosenka międzynarodowa (oryg. Música Internacional)         | „Inalcanzable”                                | Nominacja |
| Capricho Awards              | 2008 | Najlepszy teledysk na YouTube (oryg. Melhor Vídeo do YouTube)          | „Bésame sin miedo”                            | Wygrana   |
| Latin American Music Awards  | 2021 | Ulubiony koncert wirtualny                                             | Ser O Parecer 2020                            | Wygrana   |
| Latin Grammy Awards          | 2006 | Najlepszy album pop duetu lub zespołu                                  | Nuestro Amor                                  | Nominacja |
| Latin Grammy Awards          | 2008 | Najlepszy album pop duetu lub zespołu                                  | Empezar Desde Cero                            | Nominacja |
| Les Etolies Cherie FM        | 2007 | Piosenka roku (oryg. Chanson Internationale De L'Anee)                 | „Tu Amor”                                     | Wygrana   |
| Lo Nuestro Awards            | 2006 | Nowy artysta roku latino pop                                           | RBD                                           | Wygrana   |
| Lo Nuestro Awards            | 2007 | Album roku latino pop duetu lub zespołu                                | Nuestro Amor                                  | Wygrana   |
| Lo Nuestro Awards            | 2007 | Duet lub zespół roku                                                   | RBD                                           | Wygrana   |
| Lo Nuestro Awards            | 2008 | Album roku latino pop duetu lub zespołu                                | Celestial                                     | Nominacja |
| Lo Nuestro Awards            | 2008 | Duet lub zespół roku                                                   | RBD                                           | Nominacja |
| Lo Nuestro Awards            | 2009 | Album roku latino pop                                                  | Empezar Desde Cero                            | Nominacja |
| Lo Nuestro Awards            | 2009 | Duet lub zespół roku                                                   | RBD                                           | Nominacja |
| Lo Nuestro Awards            | 2009 | Piosenka roku                                                          | „Inalcanzable”                                | Nominacja |
| Meus Prêmios Nick            | 2006 | Ulubiony międzynarodowy artysta (oryg. Artista Internacional Favorito) | RBD                                           | Wygrana   |
| Meus Prêmios Nick            | 2007 | Ulubiony międzynarodowy artysta (oryg. Artista Internacional Favorito) | RBD                                           | Nominacja |
| Meus Prêmios Nick            | 2008 | Ulubiony międzynarodowy artysta (oryg. Artista Internacional Favorito) | RBD                                           | Nominacja |
| Orgullosamente Latino Award  | 2006 | Latynoski zespół roku                                                  | RBD                                           | Nominacja |
| Orgullosamente Latino Award  | 2007 | Latynoski zespół roku                                                  | RBD                                           | Wygrana   |
| Orgullosamente Latino Award  | 2007 | Latynoski album roku                                                   | Celestial                                     | Wygrana   |
| Orgullosamente Latino Award  | 2007 | Latynoska piosenka roku                                                | „No Pares”                                    | Wygrana   |
| Orgullosamente Latino Award  | 2007 | Latynoska piosenka roku                                                | „Ser o Parecer”                               | Nominacja |
| Orgullosamente Latino Award  | 2007 | Latynoski teledysk roku                                                | „Ser o Parecer”                               | Nominacja |
| Orgullosamente Latino Award  | 2008 | Latynoski zespół roku                                                  | RBD                                           | Wygrana   |
| Orgullosamente Latino Award  | 2008 | Latynoski album roku                                                   | Empezar Desde Cero                            | Nominacja |
| Orgullosamente Latino Award  | 2008 | Latynoska piosenka roku                                                | „Inalcanzable”                                | Nominacja |
| Orgullosamente Latino Award  | 2008 | Latynoski teledysk roku                                                | „Inalcanzable”                                | Wygrana   |
| Premios Juventud             | 2005 | Głos chwili (oryg. Voz Del Momento)                                    | RBD                                           | Wygrana   |
| Premios Juventud             | 2005 | Moim idolem jest... (oryg. Mi Ídolo Es...)                             | RBD                                           | Wygrana   |
| Premios Juventud             | 2005 | Najbardziej przyciągający (oryg. La Más Pegajosa)                      | „Rebelde”                                     | Nominacja |
| Premios Juventud             | 2005 | Umieram bez tego albumu (oryg. Me Muero Sin Ese CD)                    | Rebelde                                       | Wygrana   |
| Premios Juventud             | 2005 | Piosenka przecinająca żyły (oryg. Canción Corta-venas)                 | „Solo Quédate en Silencio”                    | Wygrana   |
| Premios Juventud             | 2005 | Piosenka przecinająca żyły (oryg. Canción Corta-venas)                 | „Sálvame”                                     | Nominacja |
| Premios Juventud             | 2006 | Głos chwili (oryg. Voz Del Momento)                                    | RBD                                           | Wygrana   |
| Premios Juventud             | 2006 | Mój ulubiony koncert (oryg. Mi Concierto Favorito)                     | RBD                                           | Wygrana   |
| Premios Juventud             | 2006 | Ulubiony artysta pop (oryg. Artista Pop Favorito)                      | RBD                                           | Wygrana   |
| Premios Juventud             | 2006 | Moim idolem jest... (oryg. Mi Ídolo Es...)                             | RBD                                           | Wygrana   |
| Premios Juventud             | 2006 | Na celowniku paparazzi (oryg. En La Mira Del Paparazzi)                | RBD                                           | Wygrana   |
| Premios Juventud             | 2006 | Najbardziej poszukiwany (oryg. El Más Buscado)                         | RBD                                           | Wygrana   |
| Premios Juventud             | 2006 | Najbardziej przyciągający (oryg. La Más Pegajosa)                      | „Aún Hay Algo”                                | Wygrana   |
| Premios Juventud             | 2006 | Najbardziej przyciągający (oryg. La Más Pegajosa)                      | „Nuestro Amor”                                | Nominacja |
| Premios Juventud             | 2006 | Umieram bez tego albumu (oryg. Me Muero Sin Ese CD)                    | Nuestro Amor                                  | Wygrana   |
| Premios Juventud             | 2006 | Piosenka przecinająca żyły (oryg. Canción Corta-venas)                 | „Este Corazón”                                | Wygrana   |
| Premios Juventud             | 2007 | Głos chwili (oryg. Voz Del Momento)                                    | RBD                                           | Wygrana   |
| Premios Juventud             | 2007 | Mój ulubiony koncert (oryg. Mi Concierto Favorito)                     | RBD                                           | Wygrana   |
| Premios Juventud             | 2007 | Ulubiony artysta pop (oryg. Artista Pop Favorito)                      | RBD                                           | Wygrana   |
| Premios Juventud             | 2007 | Na celowniku paparazzi (oryg. En La Mira Del Paparazzi)                | RBD                                           | Nominacja |
| Premios Juventud             | 2007 | Najbardziej przyciągający (oryg. La Más Pegajosa)                      | „Celestial”                                   | Nominacja |
| Premios Juventud             | 2007 | Najbardziej przyciągający (oryg. La Más Pegajosa)                      | „Ser o Parecer”                               | Nominacja |
| Premios Juventud             | 2007 | Umieram bez tego albumu (oryg. Me Muero Sin Ese CD)                    | Celestial                                     | Wygrana   |
| Premios Juventud             | 2007 | Piosenka przecinająca żyły (oryg. Canción Corta-venas)                 | „Algún Día”                                   | Wygrana   |
| Premios Juventud             | 2007 | Mój ulubiony teledysk (oryg. Mi Video Favorito)                        | „Celestial”                                   | Nominacja |
| Premios Juventud             | 2007 | Mój ulubiony teledysk (oryg. Mi Video Favorito)                        | „Ser o Parecer”                               | Nominacja |
| Premios Juventud             | 2008 | Głos chwili (oryg. Voz Del Momento)                                    | RBD                                           | Nominacja |
| Premios Juventud             | 2008 | Ulubiony artysta pop (oryg. Artista Pop Favorito)                      | RBD                                           | Nominacja |
| Premios Juventud             | 2008 | Na celowniku paparazzi (oryg. En La Mira Del Paparazzi)                | RBD                                           | Nominacja |
| Premios Juventud             | 2008 | Najbardziej poszukiwany (oryg. El Más Buscado)                         | RBD                                           | Wygrana   |
| Premios Juventud             | 2008 | Idealne połączenie (oryg. La Combinación Perfecta)                     | „Inalcanzable (Remix)” (feat. Jowell y Randy) | Wygrana   |
| Premios Juventud             | 2008 | Najbardziej przyciągający (oryg. La Más Pegajosa)                      | „Empezar Desde Cero”                          | Nominacja |
| Premios Juventud             | 2008 | Najbardziej przyciągający (oryg. La Más Pegajosa)                      | „Inalcanzable”                                | Nominacja |
| Premios Juventud             | 2008 | Umieram bez tego albumu (oryg. Me Muero Sin Ese CD)                    | Empezar Desde Cero                            | Nominacja |
| Premios Juventud             | 2008 | Mój ulubiony koncert (oryg. Mi Concierto Favorito)                     | Empezar Desde Cero World Tour                 | Nominacja |
| Premios Juventud             | 2008 | Piosenka przecinająca żyły (oryg. Canción Corta-venas)                 | „Inalcanzable”                                | Nominacja |
| Premios Juventud             | 2008 | Mój ulubiony teledysk (oryg. Mi Video Favorito)                        | „Inalcanzable”                                | Nominacja |
| Premios Juventud             | 2008 | Mój ulubiony teledysk (oryg. Mi Video Favorito)                        | „Empezar Desde Cero”                          | Nominacja |
| Premios Juventud             | 2009 | Najbardziej poszukiwany (oryg. El Más Buscado)                         | RBD                                           | Wygrana   |
| Premios Juventud             | 2009 | Mój ulubiony koncert (oryg. Mi Concierto Favorito)                     | Gira del Adiós World Tour                     | Nominacja |
| Premios Juventud             | 2009 | Najbardziej przyciągający (oryg. La Más Pegajosa)                      | „Para Olvidarte De Mí”                        | Nominacja |
| Premios Juventud             | 2009 | Piosenka przecinająca żyły (oryg. Canción Corta-venas)                 | „Para Olvidarte De Mí”                        | Nominacja |
| Premios Juventud             | 2009 | Mój ulubiony teledysk (oryg. Mi Video Favorito)                        | „Para Olvidarte De Mí”                        | Nominacja |
| Premios Juventud             | 2009 | Mój dzwonek                                                            | „Para Olvidarte De Mí”                        | Nominacja |
| Premios Oye!                 | 2005 | Nowy artysta roku                                                      | RBD                                           | Wygrana   |
| Premios Oye!                 | 2005 | Album pop roku duetu lub zespołu                                       | Rebelde                                       | Wygrana   |
| Premios Oye!                 | 2005 | Najlepiej sprzedający się album pop roku                               | Rebelde                                       | Wygrana   |
| Premios Oye!                 | 2006 | Album pop roku duetu lub zespołu                                       | Nuestro Amor                                  | Nominacja |
| Premios Oye!                 | 2008 | Pop po hiszpańsku (zespół)                                             | RBD                                           | Nominacja |
| Premios TVyNovelas           | 2006 | Najlepszy motyw muzyczny                                               | „Rebelde”                                     | Wygrana   |
| Premios Amigo                | 2007 | Premio Intermon Oxfam Artista Internacional Más Vendido                | RBD                                           | Wygrana   |
| Premios HTV                  | 2007 | Premio HTV ORO                                                         | RBD                                           | Wygrana   |
| Premios Lunas del Auditorio  | 2008 | Mejor Artista Pop en Español                                           | RBD                                           | Nominacja |
| Premios Mi TRL Awards        | 2007 | Premio Pepsi Mi TRL Al Favorito de la Teleaudiencia                    | „Tu Amor”                                     | Wygrana   |
| Premios Mi TRL Awards        | 2007 | Premio "They killed it" (Mejor Presentacion del Año)                   | RBD                                           | Nominacja |
| Premios Terra                | 2006 | Lo Mejor de la Música Latina                                           | RBD                                           | Wygrana   |
| World Music Award            | 2006 | World’s Best Selling Latin American Artist                             | RBD                                           | Nominacja |